# ウイルプラスホールディングス
株式会社ウイルプラス ホールディングスは、東京都港区に本社を置く輸入車ディーラーの持株会社である。

## 概要
母体は福岡県のクライスラー車販売会社である「福岡クライスラー」（現・ウイルプラスチェッカーモータース）である。2023年7月現在、子会社5社を傘下に置き、6社でウイルプラスグループを構成する。積極的なM&Aを行い、他企業を買収しながら東北、関東、中国、九州にて勢力を拡大している。
取り扱いブランドとしてジープ、フィアット、アバルト、アルファロメオ、ジャガー、ランドローバー、MINI、BMW、ボルボ、ポルシェに加え、最近ではBYDの店舗も展開している。

## 沿革
- 1997年（平成9年）1月 - 北九州市の有力中古車ディーラー「さんふらわあ」が、西日本初のクライスラー正規ディーラー「株式会社福岡クライスラー（現・ウイルプラスチェッカーモータース）」を設立
- 2004年（平成16年）10月 - 「さんふらわあ」の経営者一族である、現社長の成瀬隆章が[2]、自己資金で福岡クライスラーを買い取り、現法人の基盤を作る。
- 2007年（平成19年）
  - 8月 - クインランド・カーズを買収し、株式会社フォーピラーズを設立。旧近鉄モータース以来続いてきたフォードビジネスを引き継ぐ。
  - 10月 - 株式会社ウイルプラスホールディングスを設立。福岡クライスラーも含め、持株会社化。
- 2008年（平成20年）7月 - チェッカーモータース株式会社を完全子会社化。
- 2009年（平成21年）
  - 7月 - クライスラー日本から直営ディーラー（世田谷区上野毛・横浜市保土ケ谷区）を譲受。
  - 9月 - 第一交通産業からBMW・MINIディーラーを譲受。
- 2010年（平成22年）7月 - 福岡クライスラーがフォーピラーズとチェッカーモータースを合併。チェッカーモータース株式会社（2代）に商号変更。同時に、フォーピラーズで行っていたフォード正規ディーラー事業を終了。
- 2013年（平成25年）9月 - Willplus BMW 八幡店を開設。
- 2014年（平成26年）4月1日 - 福岡県のボルボ・カーズディーラー「帝欧オート」を買収し、100％子会社化する。
- 2016年（平成28年）3月24日 - ジャスダックに上場。
- 2017年（平成29年）
  - 4月17日 - 帝欧オートが小田原市の「ボルボ・カーズ小田原」を取得[注釈 1]。
  - 9月6日 - 東京証券取引所第二部に市場変更。
  - 11月28日 - ポルシェの正規ディーラー運営を目的として、連結子会社・ウイルプラスアインス株式会社を設立。
- 2018年（平成30年）
  - 1月 - チェッカーモータースが平塚市の「ジャガー・ランドローバー湘南」を取得[注釈 2]。
  - 2月9日 - 福島県におけるポルシェの正規ディーラー権を取得。
  - 2月20日 - 東京証券取引所第一部に指定替え。
  - 3月30日 - チェッカーモータースが北九州市に「ジャガー・ランドローバー北九州」を開店。
  - 10月3日 - ウイルプラスアインスが、仙台市の「ポルシェセンター仙台」を取得[注釈 3]。
- 2019年（平成31年）
  - 1月 - ウイルプラスアインスが郡山市に「ポルシェセンター郡山」を開店。
  - 2月 - チェッカーモータースが三鷹市の「ジャガー・ランドローバー三鷹」を取得[注釈 4]。
- 2020年（令和2年）1月 -「ボルボ・カーズ小田原」をネクステージに譲渡。
- 2023年（令和5年）
  - 1月 - 連結子会社としてウイルプラスエンハンス株式会社を設立。
  - 4月 - ウイルプラスモトーレンが久留米市のMINIディーラー「MINI久留米」を取得[注釈 5]。
  - 5月 - 福岡県におけるBYDオートの正規ディーラー権を取得。
  - 7月1日 -
    - チェッカーモータースがウイルプラスチェッカーモータース株式会社に、帝欧オートがウイルプラス帝欧オート株式会社に、それぞれ社名変更。これにより、連結子会社5社全てが「ウイルプラス」を冠する社名となった。
    - ウイルプラスエンハンスが、福岡市に「BYD AUTO 福岡西」を開店。
    - チェッカーモータースが行っていたジャガー・ランドローバー部門の運営をウイルプラスエンハンスに移管。

  - 10月20日 - 東京証券取引所スタンダード市場へ市場変更。
  - 11月14日 - ウイルプラス帝欧オートが、ネクステージより「ボルボ・カー福岡東[注釈 6]」「ボルボ・カー大分」を取得。
- 2024年（令和6年）
  - 4月25日 - 中古車輸出業の「ENG」の発行済株式の51％を取得し、子会社化。
  - 7月1日 - ウイルプラスチェッカーモータースが、Stellantisジャパンから「プジョー目黒・シトロエン目黒」「プジョー中央・シトロエン中央ショールーム」「DS STORE 東京」「有明アプルーブドサイト&サービスポイント」[注釈 7]を取得。
  - 12月3日 - 鹿児島県のボルボ・カーズディーラー「オリオン自動車販売」を買収し、100％子会社化。併せて、ウイルプラスオリオン株式会社に社名変更。
- 2025年（令和7年）
  - 1月8日 - Hyundai Mobility Japanの、福岡市・仙台市におけるディーラー権を取得。
  - 6月28日 - ウイルプラスエンハンスが仙台市のポルシェセンター仙台の近隣にて「Hyundai Citystore 仙台」を開店[注釈 8]。

## グループ会社
- ウイルプラスチェッカーモータース株式会社（アルファロメオ・フィアット・クライスラー・ジープ・アバルト・プジョー・シトロエン・DSオートモビルディーラー）
- ウイルプラスモトーレン株式会社（BMW・MINIディーラー）
- ウイルプラス帝欧オート株式会社（ボルボ・カーズディーラー）
- ウイルプラスオリオン株式会社（同上）
- ウイルプラスアインス株式会社（ポルシェディーラー）
- ウイルプラスエンハンス株式会社（BYDオート・ジャガー・ランドローバーディーラー）
- 株式会社ENG（中古車輸出・買取・販売）